# Pendolino
A Pendolino egy olasz tervezésű nagysebességű villamos motorvonat, melyet a Fiat Ferroviaria fejlesztett ki, amelyet 2000-ben vásárolt fel az Alstom. A régi építésű vonalakra tervezték, ahol a sebességet csak speciális technika segítségével lehetett hatékonyan növelni. A Pendolinók kocsiszekrénye önműködően bedől az ívekben, ezáltal 25%-kal növelni tudták sebességüket.
A Pendolino a Fiat védett márkaneve volt, Európa számos országában közlekedő kizárólag ilyen felépítésű motorvonatokat jelöl. Az Olasz Államvasutak legújabb fejlesztésű ETR 500 sorozatú motorvonata már nem Pendolino típusú.

## Története
A Pendolino a 60-as évek végén született meg. Ebben az időszakban Európa számos vasútján a sebesség hatékony növelésével kísérleteztek. Az első billenőszekrényes prototípust 1969-ben készítette a Fiat, ez lett az ETR Y 0160 típus, amelyet Pendolinónak neveztek el. A pendolo szó az olasz nyelvben ingát jelent, a pendolino a kicsinyítő képzős változata.
A fejlesztés tovább haladt, 1974-ben elkészült az ETR 401-es szerelvény, amely a Róma-Ancona szakaszon állt forgalomba. 1985-től kezdték gyártani a leghíresebb olasz Pendolinót, a szivarorrú ETR 450-est, mely külsejében azonos volt a korábbi 401-es típussal. Két éven belül 15 szerelvény készült, amelyek 1988-tól Milánó és Róma között közlekedtek. A menetidő drasztikusan lecsökkent, immár 4 órán belül teljesítették a két nagyváros közötti utat. 1988 és 1995 között az ETR 450-es flotta 220 000 utast szállított évente.
1994-ben megjelent a harmadik generációs Pendolino az ETR 460 sorozat, melyből 7+3 példányt gyártottak. 1996-ban az olasz-svájci Cisalpino cég rendelt 9 példányt, majd az FS-nek készült újabb 15 darab az ETR 480-as modellből. A Pendolinók időközben meghódították Európát is, eljutottak többek között Németországba, Spanyolországba, Finnországba, Csehországba és Lengyelországba is.
2000-ben a Fiat Ferroviaria céget felvásárolta az Alstom.

## Technológia
Az Alstom Tiltronix technológiája révén, amelyet a Pendolino vonatuk számára fejlesztettek ki, 20-30 százalékkal növelhető a sebesség az ívekben jól megépített és karbantartott infrastruktúrát feltételezve.  A rendszer lehetővé teszi a vonat 8 fokos bebillentését, csökkentve ezzel az utasokra ható centrifugális erőt, így azok komfortérzete az ívben haladáskor is jó marad.  A Tiltronix rendszer része egy kiegészítő aktív pneumatikus felfüggesztési rendszer, az utasok komfortérzetének növelése céljából.
A korábbi bedöntő szerkezeteknél megbízhatóbb és gazdaságosabb Tiltronix technológia is közrejátszott abban, hogy az utazási idő csökkentésére a hagyományos ívesre kiépített pályákon a vonat sebességének növelése gazdaságos alternatívája lett az igen költséges új építésű nagysebességű vonalaknak.
Az Alstom cég 2000 óta három földrész 14 országába, több mint 200 különböző Pendolino szerelvényt értékesített, a 200–250 km/h sebességtartományú közlekedés gazdaságos fejlesztésére.

## Típusai

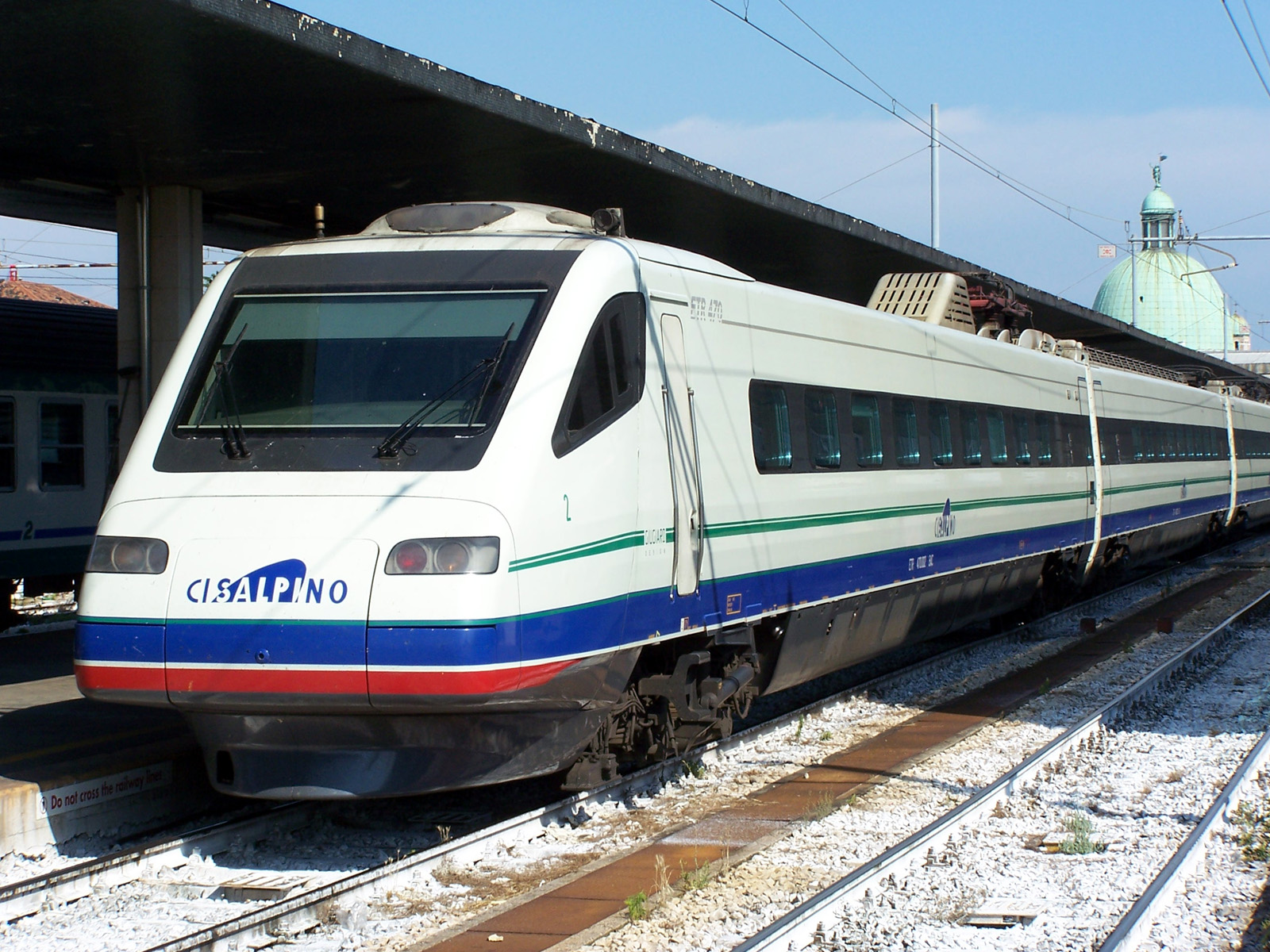
A Cisalpino ETR 470-es szerelvénye Venezia Santa Lucia pályaudvaron

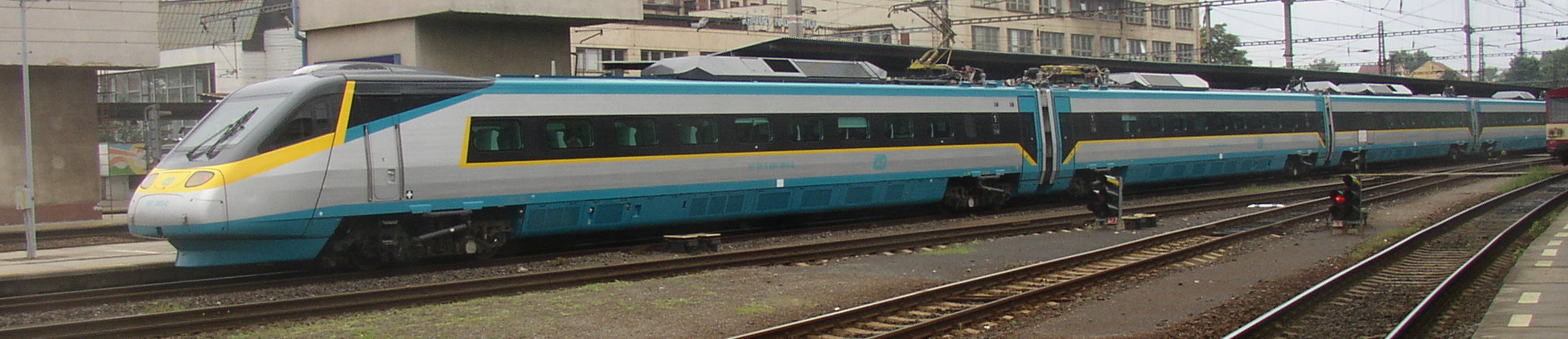
Cseh Pendolino Kralupy nad Vltavou-ban

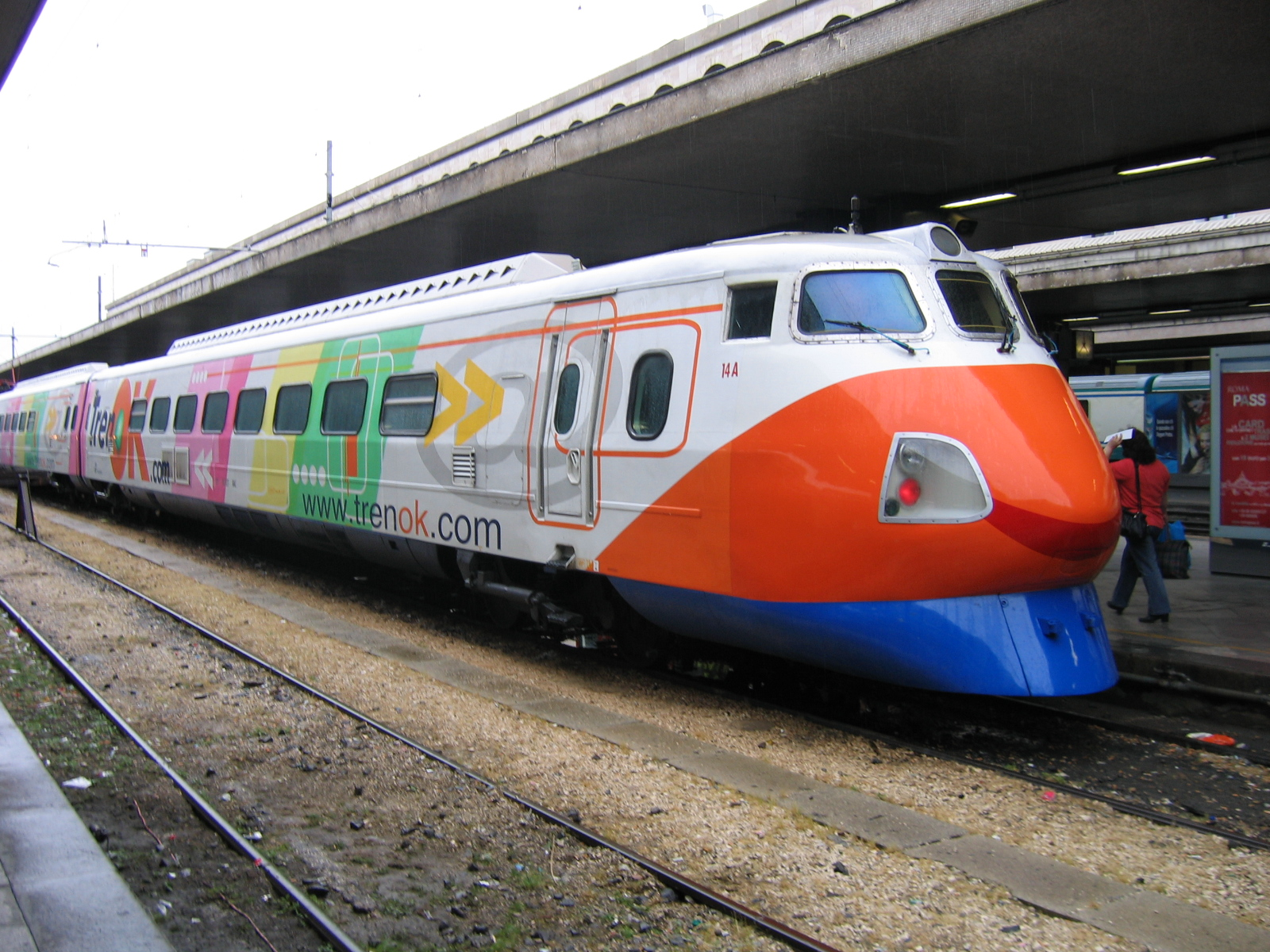
Olasz Pendolino, az ETR 450-es

### Olaszország
- ETR 401 – Az első Pendolino, amely 1976-ban állt forgalomba az olasz vonalakon. Legnagyobb sebessége: 250 km/h
- ETR 450 – 1988 óta közlekedik, ma már leginkább csak a TrenOK kategóriában. 280 km/h a végsebbessége.
- ETR 460 sorozat – 1993-ban állt forgalomba az új formatervezésű olasz Pendolino, melyből 7+3 db készült.
- ETR 480 – 1996-ban állt forgalomba, az ETR 470-es típussal majdnem megegyezik, alkalmas az egyenáram mellett a 25 kV 50 Hz váltakozó árammal villamosított vonalakon való közlekedésre is.
- ETR 600 - 2007 től közlekedik.
- ETR 610 - Az ETR 600 egyik változata.

### Svájc
- ETR 470 – A svájci-olasz Cisalpino cég kétáramnemű motorvonata, mely Olaszországból Svájcon át Németországba közlekedik.
- ICN RABDe500-as sorozatú motorvonat, mely belföldi forgalomban közlekedik

### Németország
- DB 610
- ICE T

### Csehország
- ČD 680 – A Cseh Vasutak SuperCity vonata, jelenleg Prágából Bécsbe, Pozsonyba és Ostravába közlekedik.

### Szlovénia
- SŽ 310 – A Szlovén Vasutak ICS vonata, amely Ljubljanából Mariborba és Koperba közlekedik.

### Finnország
- VR Sm3 sorozat

### Portugália
- Alfa Pendular

### Spanyolország
- RENFE 490 sorozat

### Egyesült Királyság
- British Rail 390

### Kína
- CRH5 - Az Alstom cég motorvonatai, azonban ezek nem billenőszekrényesek.

### Lengyelország
- ED250

### Görögország
- ETR 470